# André Pailler
Pour les articles homonymes, voir Pailler.
André Pailler, né le 18 novembre 1912 à Henvic (France) et mort le 16 août 1994 à Plougastel-Daoulas, est un évêque catholique français qui fut archevêque de Rouen de 1968 à 1981.

## Biographie
Il est nommé évêque auxiliaire de Rouen le 7 avril 1960, archevêque coadjuteur de Rouen le 19 mai 1964 et archevêque de Rouen le 29 mai 1968.
Le 29 avril 1979, il consacre l'église Sainte-Jeanne-d'Arc de Rouen.
Il démissionne le 6 mai 1981. C'est le premier archevêque de Rouen de l'époque contemporaine à ne plus avoir été créé cardinal.